# JCAMP-CS
JCAMP-CS ist ein offener Standard zur Übermittlung chemischer Strukturdaten. Er wurde parallel zu dem offenen Rohdatenformat JCAMP-DX konzipiert und hat syntaktische Ähnlichkeiten. Es stellt eine Alternative zum Molfile dar.